# Rob Cryston
Rob Cryston (19 de enero de 1971) es un actor y productor estadounidense de películas pornográficas gay de los años 1990s.

## Premios
- Gay Erotic 1993 Mejor Actor caucásico
- Premios Grabby 1995 Mejor Intérprete (Junto con Daryl Brock y Hunter Scott)[1]